# Чем это смыть?
«Чем это смыть?» (исп. Con qué la lavaré?) — мультфильм 2004 года испанского режиссёра Марии Тренор. В 2004 году на Берлинском кинофестивале в номинации «Лучший короткометражный фильм» картина номинировалась на премию «Золотой медведь». На том же кинофестивале мультфильм удостоен премии «Тедди» в номинации «Лучший короткометражный фильм».

## Сюжет
Утро в бедном квартале красных фонарей в Валенсии. Трансгендерная женщина после ночной смены возвращается домой. Перед зеркалом она снимает макияж и меняет одежду, вспоминая события прошлой ночи под средневековую песню «Con que la lavare». Мультфильм является данью памяти ЛГБТ-артистам, которые пострадали во время диктатуры Франко.